# كاترين لي
كاترين لي (بالإنجليزية: Catherine Lee)‏ هي رسامة أمريكية، ولدت في 1950.